# LÉ Aisling (P23)
L’Aisling  ou  LÉ Aisling (P23)   est un patrouilleur de la Marine irlandaise (Irish Naval Service). C'est le troisième patrouilleur de classe Emer, avec le LÉ Emer (P21) et le LÉ Aoife (P22).
Il a été construit au chantier naval du Verholme Shipyard de Cork en 1979.

## Histoire
Le navire est baptisé Aisling à l'occasion du centenaire de la naissance du poète et homme politique Patrick Pearse. Il porte les armes de la ville de Galway.
En 1984 l’Aisling, au cours d'une mission de surveillance des pêches dans les eaux territoriales au sud des îles Saltee près de Wexford, est engagé à l'encontre d'un chalutier espagnol, le Sonia qui pêche de façon illégale. Après des tirs de sommation, des manœuvres d'évitement et un éperonnage, quelques dégâts sont constatés sur les deux bâtiments. Le patrouilleur arrête la poursuite quand le chalutier entre dans les eaux britanniques et rejoint sa base. Le chalutier coule à cause des conditions de mer. Un cargo allemand et un hélicoptère Sea King de la base de la Royal Air Force de Brawdy portent secours aux 13 hommes d'équipage.
Cette même année, au mois de septembre, le LÉ Aisling avec le LÉ Emer et le LÉ Deirdre participent à l'arraisonnement du Marita Anne, au large de la côte sud-ouest de l'Irlande. Ce cargo transporte une importante cargaison d'armes et de munitions destinées à la Armée républicaine irlandaise provisoire (PIRA). Cette contrebande provient des États-Unis  et a été convoyé à travers l'Atlantique par le chalutier Valhalla, avant son transbordement sur le Marita Anne.
En 1985, l’Aisling est l'un des premiers navires à arriver sur les lieux du crash du Boeing 747 du vol 182 Air India au sud de l'Irlande pour participer aux opérations de secours et de recherche.
L’Aisling participe aussi à l’Armada de Rouen en 2003.